# Sirikit da Tailândia
Sirikit, a Rainha-mãe (em tailandês: สมเด็จพระนางเจ้าสิริกิติ์พระบรมราชินีนาถ; nascida Momrajawongse Sirikit Kitiyakara, em 12 de agosto de 1932), é a mãe de Vajiralongkorn  (Rama X), o atual rei da Tailândia e a ex-rainha consorte da Tailândia de 28 de abril de 1950 a 13 de outubro de 2016 como a esposa do rei Bhumibol (ou Rama IX). Ela conheceu Bhumibol em Paris, onde seu pai era embaixador da Tailândia. Eles se casaram em 1950, pouco antes da coroação de Bhumibol. Sirikit foi nomeada rainha regente em 1956, quando o rei entrou na condição de monge budista por um período de tempo. Sirikit tem um filho e três filhas com o rei. Consorte do monarca que foi, na época, a chefe de estado com o reinado mais longo do mundo, ela também era a rainha consorte mais antiga do mundo. Sirikit sofreu um derrame em 21 de julho de 2012 e desde então se absteve de aparições públicas.

## Início da vida
Sirikit nasceu em 12 de agosto de 1932, na casa do Lorde Vongsanuprabhand, seu avô materno. Ela é a filha mais velha do príncipe Nakkhatra Mangkala Kitiyakara e da Mom Luang Bua Snidvongs e bisneta do rei Chulalongkorn. O nome dela, que foi dado pelo rei Prajadhipok, significa "a grandeza de Kitiyakara".
Ela tinha três irmãos, dois irmãos mais velhos e uma irmã mais nova:
- Prof. Mom Rajawongse Galyanakit Kitiyakara, MD (20 de setembro de 1929 - 15 de maio de 1987)
- Mom Rajawongse Adulakit Kitiyakara (2 de novembro de 1930 - 5 de maio de 2004)
- Mom Rajawongse Busba Kitiyakara (2 de agosto de 1934)

Sirikit foi criada pelos avós maternos durante um ano após seu nascimento, como seu pai foi para os Estados Unidos para trabalhar como secretário da Embaixada real siamesa em Washington, DC. Sua mãe se juntou a seu marido, três meses depois. Quando ela tinha um ano de idade, seus pais voltaram para a Tailândia. Sirikit viveu junto com sua família em Deves Palace, perto do Rio Chao Phraya, Bangkok.
Como uma criança, Sirikit, muitas vezes visitou sua avó paterna a princesa Apsarasaman Devakula. Uma vez que, em 1933, ela viajou com a princesa Absornsaman Devakula turnê seguinte do Rei Prajadhipok em Songkhla.

## Educação
Com quatro anos, Sirikit foi para o Infantário Rajini (por vezes como o nome Queen's College). Ela esteve lá até ao seu primeiro ano no nível primário. Durante esse tempo aconteceu a Guerra do Pacífico, e Bangkok foi atacada várias vezes. Ela então foi para a Escola Convento São Francisco Xavier, porque era perto do palácio. Ela estudou na escola a partir do seu segundo ano, o nível primário e o secundário.

## Casamento

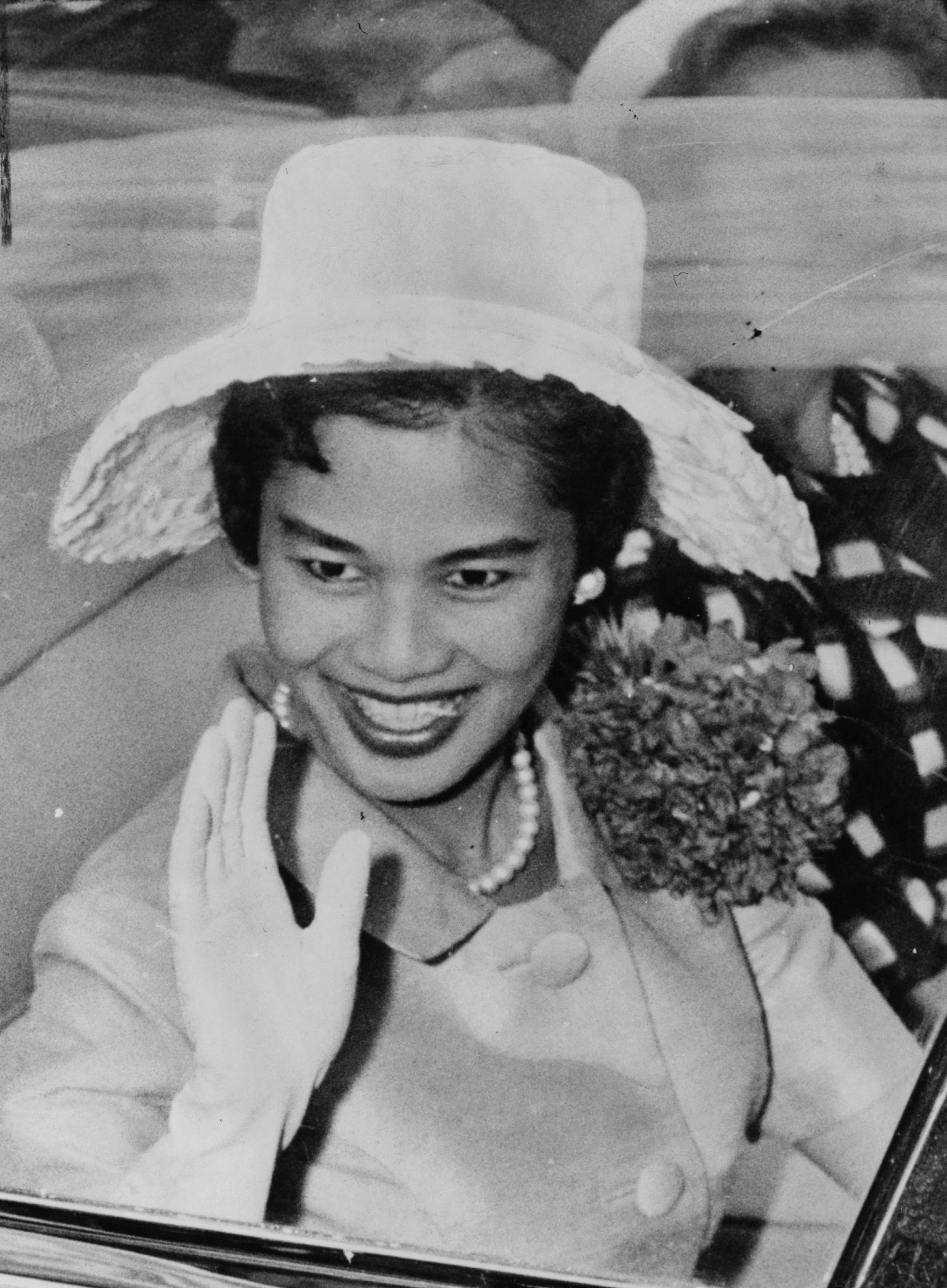
A Rainha Sirikit durante a parada em Nova Iorque, Julho de 1960.

Em 4 de Outubro de 1948, enquanto Bhumibol estava a conduzir um Fiat Topolino na estrada entre Genebra e Lausana, ele colidiu na traseira de um caminhão perto de Lausana. Ele feriu as costas e sofreu cortes no rosto que lhe custou a vista do seu olho direito. Ele posteriormente usou uma prótese ocular. Enquanto esteve hospitalizado em Lausanne, Sirikit visitou-o frequentemente. Ela conheceu a sua mãe, a Princesa Mãe Sangval, que lhe pediu para continuar os seus estudos nas proximidades, para que o rei pudesse conhecê-la melhor. Bhumibol selecionou para ela um internato em Lausanne, Riante Rive. Após o namoro, o casal casou em 28 de abril de 1950, apenas uma semana antes de sua coroação. No casamento, que teve lugar no Palácio Srapathum, Sri Savarindira, a Rainha Avó, presidiu a cerimónia de casamento. Tanto o Rei e Sirikit assinaram o seu nome nas suas licenças de casamento. Mais tarde, ela recebeu a Ordem da Casa Real de Chakri, e então se tornou rainha. Mais tarde, após a cerimónia da coroação, em 5 de maio de 1950, os dois voltaram para a Suíça para estudar e voltaram novamente para Bangcoque em 1952.
O casal tem 3 filhas e um filho:
- S.A.R. a princesa Ubolratana Rajakanya, nascido em 5 de abril de 1951, em Lausanne, Suíça; casada com Ladd Peter Jensen, têm 2 filhas.
- S.A.R. Príncipe Herdeiro Maha Vajiralongkorn, nascido em 28 de julho de 1952; casou pela primeira vez com Luang Soamsavali Kitiyakara (posteriormente se divorciaram e tornou-se SAR a Princesa Neice), tem 1 filha. Em seguida, casou pela segunda vez com Yuvadhida Polpraserth, tem 4 filhos e uma filha. E casou pela terceira vez com Srirasmi Akharaphongpreecha, tem um filho.
- S.A.R a Princesa Maha Chakri Sirindhorn, nascida em 2 de abril de 1955; solteira.
- S.A.R a Princesa Chulabhorn Walailak, nascida em 4 de julho de 1957; casou com Virayudh Didyasarin, (então divorciado), tem 2 filhas.

## Regente

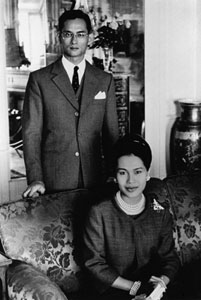
O rei Bhumibol Adulyadej e a rainha Sirikit em 1963, retratados pelo fotógrafo dinamarquês Erling Mandelmann durante uma visita oficial. A imagem reflete o papel do casal real na diplomacia cultural tailandesa durante o reinado de Bhumibol, marcado por estabilidade política e modernização.

Quando o Rei realizou um período de serviço como um monge budista em 1956 (como é habitual para todos os tailandeses budistas do sexo masculino), a Rainha Sirikit tornou-se regente. Ela cumpriu as suas tarefas de forma satisfatória que ela foi feita rainha regente e teve o tratamento de "Somdej Phra Nang Chao Sirikit Phra Borommarachininat" pelo seu marido no seu aniversário, em 5 de dezembro de 1956. Após isso, ela foi a primeira rainha regente siamesa. A primeira rainha regente foi a Rainha Saovabha Bongsri de Sião, que foi regente quando o seu marido, o Rei Chulalongkorn, viajou pela Europa (mais tarde Rainha Sri Patcharindra, a Rainha-Mãe).

## Títulos e estilos

### Títulos
Seu nome e título formais são Somdet Phra Nang Chao Sirikit Phra Borommarachininat Phra Borommaracha Chonnani Phanpi Luang, em tailandês: สมเด็จพระนางเจ้าสิริกิติ์ พระบรมราชินีนาถ พระบรมราชชนนีพันปีหลวง; "Sua Majestade, Rainha Regente Sirikit, a Rainha-mãe". Seu título oficial é Rainha-mãe Sirikit.
- 12 de agosto de 1932 - 28 de abril de 1950: Sua Graça Sirikit Kitiyakara
- 28 de abril de 1950 - 5 de dezembro de 1956: Sua Majestade a Rainha
- 22 de outubro de 1956 - 5 de novembro de 1956: Sua Majestade a Rainha Regente da Tailândia
- 5 de novembro de 1956 a 13 de outubro de 2016: Sua Majestade a Rainha
- 13 de outubro de 2016 a 5 de maio de 2019: Sua Majestade a rainha Sirikit do Nono Reinado
- 5 de maio de 2019 - presente: Sua Majestade a Rainha Sirikit, a rainha-mãe

Em 1976, o governo tailandês homenageou a rainha, declarando seu aniversário um feriado nacional. Aniversário da rainha é comemorado em 12 de agosto de cada ano.

## Viuvez
Em 13 de outubro de 2016, faleceu o rei Bhumibol Adulyadej, em Bangkok.